# Харченко Валентина Андріївна
Валентина Андріївна Харченко (нар. 1942 — ?) — українська радянська діячка, секретар Чернігівського обласного комітету КПУ.

## Біографія
Освіта вища. Член КПРС.
На 1979 — 30 листопада 1981 року — завідувач відділу легкої і харчової промисловості та торгівлі Чернігівського обласного комітету КПУ.
30 листопада 1981 — 5 квітня 1990 року — секретар Чернігівського обласного комітету КПУ.
У 1990-х роках — засновник продовольчої компанії «Ясен» в місті Чернігові.

## Нагороди
- орден Трудового Червоного Прапора
- ордени
- медалі